# Thomas Leitner
Thomas Leitner (* 7. März 1876 in Altmünster; † 29. Juli 1948 in Wien) war ein österreichischer Maler.

## Leben und Wirken

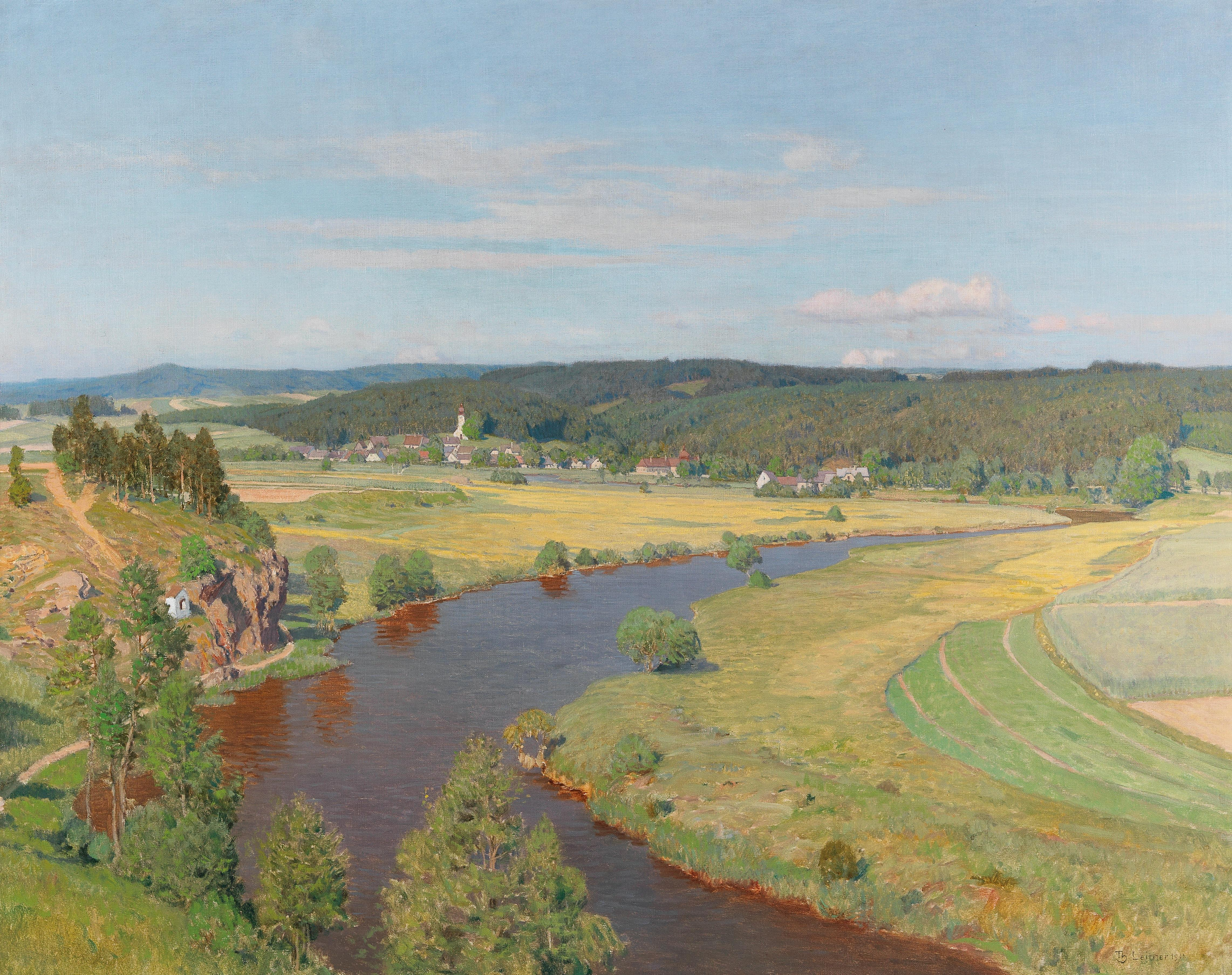
An der Thaya, Gemälde Öl auf Leinwand, 1911

Leitner studierte ab 1893 an der Wiener Akademie unter Franz Rumpler. Er erhielt den Rompreis und unternahm in den Jahren 1905 und 1906 Studienreisen nach Italien und Dalmatien. Er wurde 1908 Mitglied des Wiener Künstlerhauses, in dem er seine Werke regelmäßig ausstellte.
Im Ersten Weltkrieg war er 1916 im Ortlergebiet, 1917 in Ostgalizien und 1918 in Capodistria und Umgebung als Kriegsmaler tätig.
1924 hatte er eine Kollektivausstellung in der Wiener Holbein-Galerie. Ab etwa 1911 wurde Waidhofen an der Thaya seine Wahlheimat, wo er im Jänner 1943 das Ehrenbürgerrecht erhielt.
Von Kaiser Franz Josef wurden seine Gemälde „Donaulandschaft in der Wachau“ und „Bergfrieden“ angekauft. Kaiser Karl erwarb ebenfalls ein Gemälde aus seiner Hand.
In der Zeit des Nationalsozialismus war Leitner Mitglied der Reichskammer der bildenden Künste.
Seine Werke befinden sich unter anderem im Belvedere in Wien und im Niederösterreichischen Landesmuseum in St. Pölten.

## Sicher belegte Teilnahme an Ausstellungen in der Zeit des Nationalsozialismus
- 1938 und 1941: Berlin (Kunstausstellungen des Hilfswerks für die deutsche bildende Kunst in der NS-Volkswohlfahrt)
- 1941: München, Große Deutsche Kunstausstellung (mit dem Öl-Gemälde Gewitterabend)[3]